# 倍賞千惠子
倍賞千惠子（1941年6月29日—），東京都北區瀧野川人，日本女性演員、歌手、女性配音演员。
自1961年於《旅館花嫁》（のれんと花嫁）開始，擔綱演出多部電影，曾出過唱片《倍賞千恵子 抒情歌全集》、《GOLDEN☆BEST/倍賞千恵子 まるで映画のひとこまのように・・・》。

## 工作
- 1980年的《远山的呼唤》、《寅次郎扶桑之花》获得日本电影金像奖最佳女主角奖。與擔任配音工作。
- 2004年《霍爾的移動城堡》中擔任女主角蘇菲的日文配音（男主角配音為木村拓哉），並榮獲2005年東京動畫「最佳配音員獎」
- 2007年的日劇「華麗一族」（山崎豐子原著，木村拓哉主演）中擔任旁白。
- 現任丈夫小六禮次郎 (始1993)於多部動畫、電影、電視劇中負責配樂工程; 前夫小宮健吾 (1976-1980)。其妹（與本人相差五歲）倍賞美津子亦為演員。

## 主要出演作品

### 電影
- 斑女（1961年）
- 寅次郎的故事系列（1969年～1995年）
- 家族（1970年）
- 故郷（1972年）
- 同胞（1975年）
- 幸福的黃手絹（1977年）
- 遠山的呼喚（1980年）
- 驛 STATION（1981年）
- 刑事物語2（1983年）
- 植村直己物語（1986年）
- 夏威夷男孩（2009）
- 初到东京（2012年）
- 貓咪知道但是貓咪不說（2019年）

### 動畫配音
- 機動戰士GUNDAM（1981年）伽瑪利亞・麗
- 森林大帝（1997年）萊雅
- 蓮如物語 Rennyo（1998年）蓮如之母
- 霍爾的移動城堡（2004年）蘇菲
- 天氣之子（2019年）富美

### 遊戲配音
- 冒險奇譚3（2005年）聖獣グリフ

### 電視劇
- 鈴蘭（1999年） - 日高萌（老年時）·兼任旁白
- 華麗一族（2007年） - 旁白
- 白旗的少女（2009年） - 老奶奶（丑）

## 著作
個人
- 『お料理の千恵袋 別冊家庭画報』世界文化社 1993
- 『お兄ちゃん』廣済堂出版 1997 (渥美清の想い出など）
- 『倍賞千恵子こころのうた 風になって、あなたに会いに行きます』駒草出版 2014
- 『倍賞千恵子の現場』PHP新書、2017

共著
- 『いま語る私の歩んだ道 1』渡辺淳一,名塩良一郎,小檜山博,輪島功一,安川英昭共著 北海道新聞社 2006
- 山田洋次、倍賞千恵子『特装版・倍賞千恵子朗読CD付き「悪童 小説 寅次郎の告白」』（2019年10月3日、講談社、ISBN 978-4-06-517617-7） - 朗読

## 外部連結
- 官方网站
- 倍賞千惠子在互联网电影资料库（IMDb）上的資料（英文）
- allcinema on line日本最大電影&DVD資訊網 （页面存档备份，存于）